# Xavier Naidoo

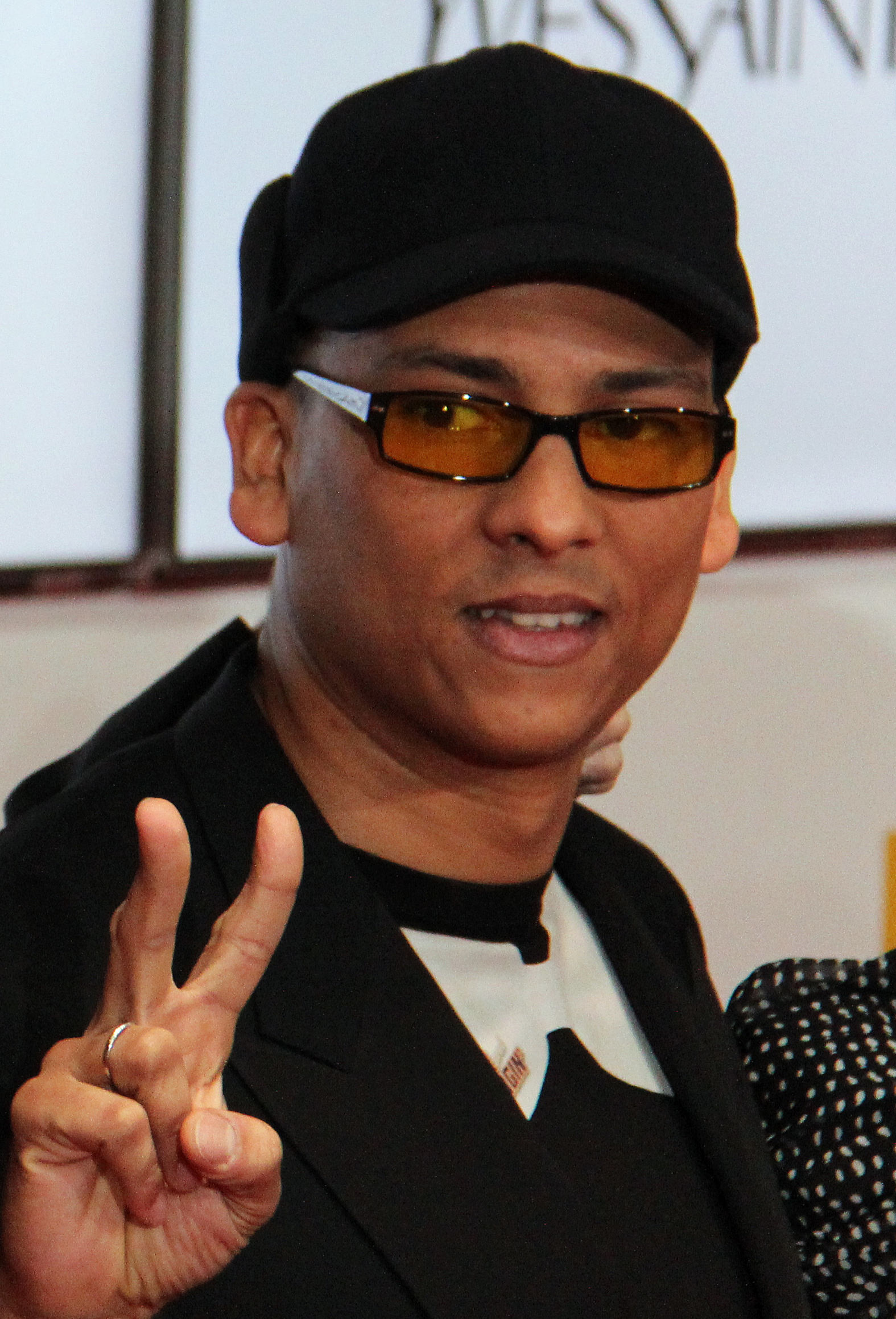
Xavier Naidoo (2012)

Xavier Kurt Naidoo (* 2. Oktober 1971 in Mannheim) ist ein deutscher Soul- und R&B-Sänger, Komponist und Musikproduzent. Er gründete die Musikgruppe Söhne Mannheims mit und war Gründer der Plattenfirmen Beats Around the Bush und Naidoo Records. Gelegentlich war er auch als Schauspieler, Hörbuchsprecher, Fernsehmoderator und -juror tätig.
Sein Debütalbum Nicht von dieser Welt verkaufte sich seit 1998 über eine Million Mal und erreichte wie fünf weitere seiner Soloalben Platz eins der deutschen Charts. Seine Liedtexte thematisieren häufig seine Vorstellung vom Christentum und apokalyptische Szenarien, weitere häufige Themen sind Kritik an der Gesellschaft und Machthabern sowie Liebe und Beziehungen.
Einige öffentliche politische Aussagen und manche Songtexte Naidoos lösten Kontroversen aus und wurden als rechtspopulistisch, rassistisch und antisemitisch eingestuft. Unter anderem leugnete er den Holocaust und verbreitete die antisemitische Hetzschrift „Protokolle der Weisen von Zion“. Er vertrat Teile der Reichsbürger-Ideologie, die QAnon-Ideologie, weitere Verschwörungstheorien und wissenschaftsfeindliche Positionen. Damit wurde er zum bekannten Vertreter der „Querdenker“-Bewegung. In einem Video vom April 2022 rückte Naidoo von „Verschwörungserzählungen“ und „rechten Gruppierungen“ ab. Er entschuldigte sich für derartige Aussagen.

## Herkunft, Werdegang, Familie
Naidoo wurde 1971 in Mannheim geboren. Seine Eltern stammen aus Südafrika, seine Mutter hat irische und der Vater hat indische Wurzeln. Er wuchs im Mannheimer Stadtteil Wallstadt auf und wurde römisch-katholisch erzogen. Nach Eigenangaben wurde er in seiner Schulzeit wegen seiner dunklen Hautfarbe gehänselt und lernte Kickboxen zur Selbstverteidigung. Seiner Heimatstadt widmeten er und seine Band Söhne Mannheims einige Lieder wie Meine Stadt und Wo ist mein Platz. In einem Interview im Jahr 2013 gab Naidoo an, dass er in Heidelberg lebe.
Er begann in Schul- und Kirchenchören mit dem Singen, wurde Mitglied im Mannheimer Celebration Gospel Choir und in der Regionalband Just 4 Music. Er machte die Mittlere Reife, begann eine Lehre als Koch, arbeitete als Model für Bademoden und als Türsteher des Mannheimer Milk!-Clubs. 1992 produzierte er unter dem Namen „Kobra“ in den USA sein erstes Soloalbum Seeing is Believing. 1994 trat er als Backgroundsänger beim Rödelheim Hartreim Projekt der Frankfurter Produzenten Moses Pelham und Thomas Hofmann auf. Daraufhin baute das Musiklabel Pelham Power Productions (3p) ihn zum Solokünstler auf und produzierte mit ihm und Sabrina Setlur noch 1994 die Single Freisein. Dies machte Naidoo erstmals einem größeren Publikum bekannt. 1995 und 1998 trat er als Hauptdarsteller der Musicals Human Pacific und People in Mannheim und Hockenheim auf.
Im Jahr 2000 wurde Naidoo wegen Drogenbesitzes und wiederholten Fahrens ohne Führerschein zu 20 Monaten Haft verurteilt, die gegen Zahlung von 100.000 DM sowie drei Drogentests zur Bewährung ausgesetzt wurden. Im selben Jahr verklagte das Label 3p Naidoo wegen eines angeblichen Vertragsverstoßes durch seine ersten Produktionen mit den Söhnen Mannheims. Das Landgericht Mannheim entschied zu seinen Gunsten. 2005 nahm das Bundesverfassungsgericht eine Verfassungsbeschwerde gegen das Urteil nicht zur Entscheidung an.
Im Juni 2005 gab Naidoo auf Einladung der deutschen Botschaft mit den Söhnen Mannheims ein Konzert in der Israeli Opera in Tel Aviv. Neben seiner Band engagierte sich Naidoo unter anderem bei Brothers Keepers, 4 Your Soul, Rilke Projekt, Rock gegen Rechts, Zeichen der Zeit und Fourtress. 2010 unterstützte er die Fernsehsendung Tatort Internet – Schützt endlich unsere Kinder mit dem Titelsong Sie verdienen einen besonderen Schutz. Er wurde nach eigener Aussage durch den Song Der beste Tag meines Lebens von Kool Savas Vegetarier.
Von 1997 bis 2007 war Naidoo mit Stefanie Johst zusammen, die auch nach der Trennung Geschäftsführerin seiner Plattenfirma Naidoo Records blieb. Im Januar 2012 heiratete Naidoo, ohne dies und den Namen seiner Frau bekanntzugeben. Im Herbst 2012 bestätigte er die Eheschließung. Seit 2013 hat das Paar einen Sohn, was er im Mai 2015 öffentlich machte. Im April 2022 machte Naidoo bekannt, dass seine Ehefrau Julia heißt und aus der Ukraine stammt.

## Solokarriere

### 1998–2001:Nicht von dieser Welt

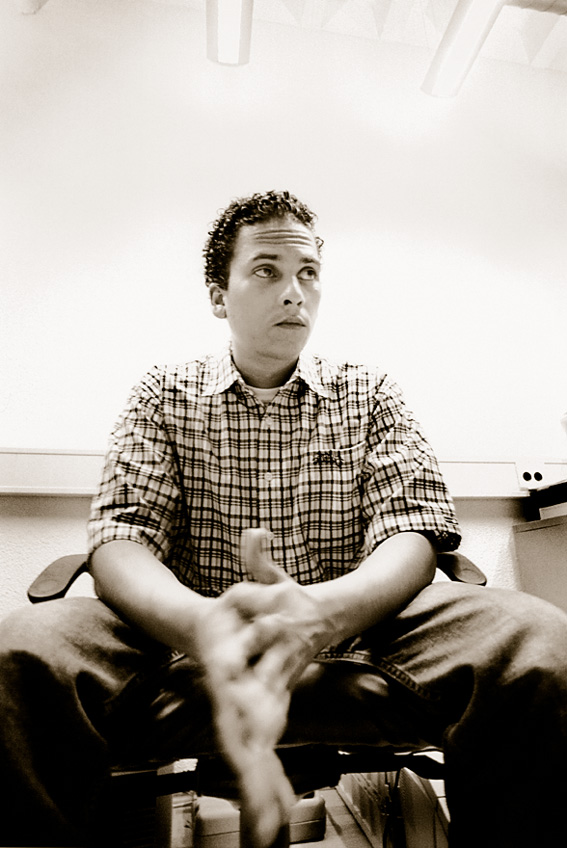
Xavier Naidoo (2002)

1998 veröffentlichte Naidoo das Album Nicht von dieser Welt und die gleichnamige Singleauskopplung. Auch auf einer Bravo-Kompilation war das Lied zu finden, wodurch er einem breiteren jungen Publikum bekannt wurde. Er organisierte Liveauftritte in ganz Deutschland überwiegend selbst und in Zusammenarbeit mit dem Label 3p. Die Konzerte waren weit besser besucht als angenommen, und so hatte Naidoo nach Beendigung der Tour bereits vor über 300.000 Menschen gesungen.
1999 wurde ein Mitschnitt der Auftritte veröffentlicht. Im selben Jahr erhielt er den Echo als Bester nationaler Künstler, den Comet als Bester nationaler Act und den MTV Europe Music Award als Best German Act.Mit über einer Million verkauften Exemplaren wurde das Album Nicht von dieser Welt Naidoos größter Erfolg in seiner Solokarriere. Auch der hymnenhafte Titelsong Sie sieht mich nicht (Musik von Jean-Jacques Goldman) für die Kinoproduktion Asterix und Obelix gegen Caesar brachte ihm 1999 beträchtliches Airplay in Deutschland, Österreich und der Schweiz ein.

### 2002–2004:Zwischenspiel – Alles für den Herrn
Hauptartikel Zwischenspiel – Alles für den Herrn
2002 wurde Naidoos zweites Soloalbum mit dem Titel Zwischenspiel – Alles für den Herrn als Doppelalbum veröffentlicht. Es stieg in Deutschland und Österreich auf Platz eins der Albumcharts ein. In der Schweiz erreichte es den dritten Platz. In der Folge erhielt Naidoo mehrere Preise, darunter den Preis als Bester deutscher Künstler bei den MTV Europe Music Awards 2002, den er schon bei den MTV Europe Music Awards 1999 erhalten hatte.
In den Musikvideos zum Album spielen die Schauspieler Esther Schweins und Steffen Wink die Hauptrollen. Ebenfalls 2002 war Naidoo in der deutschen Fassung des Films City of God Synchronsprecher des Protagonisten und Erzählers Buscapé. Die Single Ich kenne nichts (das so schön ist wie du) aus dem Album The World According to RZA mit RZA erreichte 2003 in Deutschland den ersten Platz der Charts. Für das Album nahm er auch ein Peter-Gabriel- und Kate-Bush-Cover des Liedes Don’t Give Up von 1986 auf.

### 2005–2008:Telegramm für X
Im Dezember 2005 veröffentlichte er sein drittes Soloalbum Telegramm für X. Das Album stieg sofort auf Platz eins der LP-Charts ein, wurde vierfach mit Platin ausgezeichnet und verkaufte sich rund 800.000 Mal. Das Album eroberte auch in Österreich und in der Schweiz Platz eins der Charts. Eingeleitet wurde dieser Albumerfolg durch die erfolgreiche erste Singleauskopplung Dieser Weg vom November 2005, die Philippe van Eecke produzierte.
Der Song kletterte bis auf Platz zwei der deutschen Charts und blieb dort mehrere Wochen lang. Er wurde zum Fußballhit der Fußball-Weltmeisterschaft 2006 in Deutschland. Außerdem erreichte er die Top Ten in Österreich und in der Schweiz. Bei der Echo-Verleihung 2006 wurde Naidoo unter anderem als bester nationaler Künstler geehrt. Die zweite Singleauskopplung Bist du am Leben interessiert erreichte in den deutschen Singlecharts Platz 27.
Im Juni 2006 wurde der Song Zeilen aus Gold veröffentlicht, im November 2006 folgte Was wir alleine nicht schaffen. Nachdem die deutsche Fußballnationalmannschaft im Halbfinale der laufenden Weltmeisterschaft ausgeschieden war, sang Naidoo am 9. Juli 2006 zu ihrer Begrüßung auf der Fanmeile in Berlin. Kurz darauf veröffentlichte er das Lied Danke, in dem er sich bei der deutschen Fußballnationalmannschaft für ihre Spiele und den dritten Platz bei der Fußball-WM 2006 bedankte.
Der Song sollte zunächst nur im Internet veröffentlicht werden. Nach der großen Fußballbegeisterung wurde er jedoch als Single herausgebracht und stieg auf Platz eins der deutschen Singlecharts ein, wo er sich insgesamt fünf Wochen hielt. Für über 150.000 verkaufte Singles erhielt er 2006 eine Goldene Schallplatte. Der Titel erreichte auch in Österreich und in der Schweiz die Top Ten. Im Dezember 2006 wurde Naidoo mit dem Radiopreis 1 Live Krone ausgezeichnet.
2006 wurde er vom Männermagazin Men’s Health zum bestangezogenen Mann Deutschlands gewählt. 2007 legte er mit seinen Soloprojekten eine Pause ein. Jedoch war er musikalisch an einigen Projekten anderer Künstler beteiligt. Im selben Jahr veröffentlichte er die im Kinderbuchverlag Wolff erschienene Kinderplatte Peter und der Wolf von Sergej Prokofjew. 2008 trat er zusammen mit den Söhnen Mannheims in der Reihe der MTV-Unplugged auf.

### 2009–2010:Alles kann besser werden
2009 tourte Naidoo mit den Söhnen Mannheims durch Deutschland, Österreich und die Schweiz. An einem Abend trat er allein auf, am folgenden Abend folgte ein Söhne-Mannheims-Konzert. Auf der Tour wurde das im Juli 2009 erschienene Söhne-Mannheims-Album Iz On vorgestellt und das im Oktober 2009 veröffentlichte vierte Soloalbum von Xavier Naidoo, Alles kann besser werden.
Auf diesem Album thematisiert Naidoo in dem Stück Goldwaagen/Goldwagen unter anderem Verschwörungstheorien zum 11. September 2001. So heißt es dort: „9/11, London und Madrid, jeder weiß, dass Al-Qaida nur die CIA ist. World Trade Center Nr. 7. Warum ist von dem Gebäude nichts mehr übrig geblieben“. Im März 2010 erhielt er einen Echo. Im Juni 2010 besuchte er die deutschen Truppen der Bundeswehr in Afghanistan im Camp Marmal (Masar-e Scharif) und im Feldlager Kundus und gab dort zur Unterstützung der Soldaten vor Ort mehrere Konzerte.

### 2011–2012:The Voice of GermanyundBundesvision Song Contest

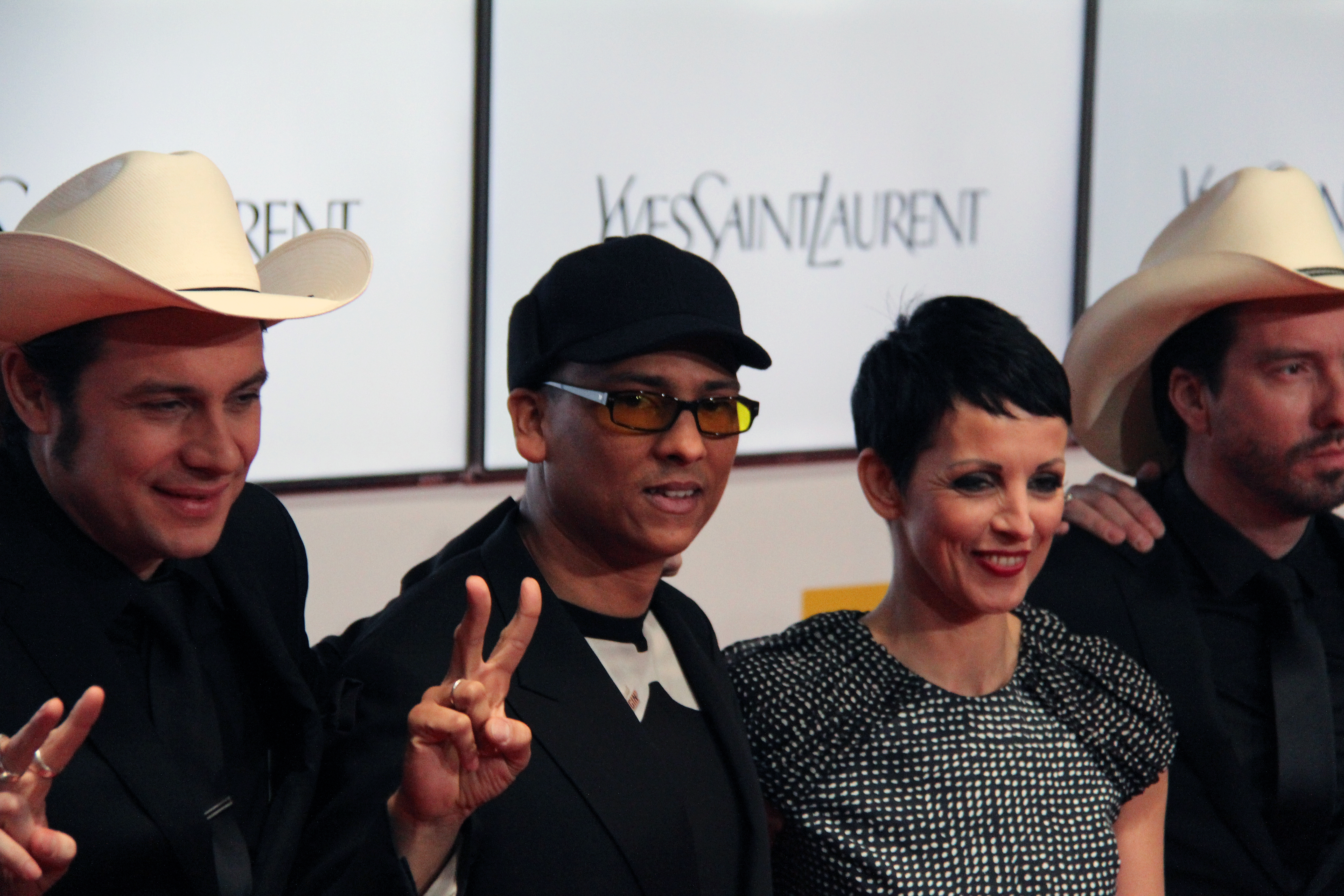
Naidoo und die anderen Coaches von The Voice, The BossHoss und Nena bei der Goldenen Kamera 2012

2011 und 2012 war er einer der Juroren und Coaches in der deutschen Gesangs-Castingshow The Voice of Germany. 2012 trat er zusammen mit Kool Savas unter dem Namen Xavas für Baden-Württemberg beim Bundesvision Song Contest an; die beiden siegten. Unter demselben Namen produzierte er zusammen mit Kool Savas ein Album mit dem Titel Gespaltene Persönlichkeit. Im selben Jahr veröffentlichte Naidoo den Song Eye Opener, den er zusammen mit dem Produzenten Kris Menace für dessen Album Features schrieb.

### 2013–2019: Weitere Studioalben
2013 veröffentlichte Naidoo das Album Bei meiner Seele. Daraus wurden die Songs Bei meiner Seele, Der letzte Blick und Hört, Hört als Singles ausgekoppelt. Im selben Jahr veröffentlichte er das Dubstep-Album Mordsmusik unter dem Pseudonym „Der Xer“ sowie ein Jahr später das zweite Album Tanzmusik.
Im April 2016 erschien das Album Nicht von dieser Welt 2, an dem er mit seinem ehemaligen Mentor Moses Pelham drei Jahre lang gearbeitet hatte. Es ist die Fortsetzung seines Debütalbums aus dem Jahr 1998, Nicht von dieser Welt, und wurde sein neuntes Nummer-eins-Album. Die erste Single Frei konnte sich eine Woche lang in den deutschen Charts halten. Im selben Jahr lud ihn Andreas Gabalier als Duettpartner in der Konzertreihe MTV Unplugged ein. Sie sangen zusammen den Titel A Meinung ham – dahinter stehn. Ende November 2017 veröffentlichte er das Album Für dich, das Platz 3 der deutschen Charts belegte. Mit den Singleauskopplungen Nimm mich mit und Für dich. Im Juli 2019 erschien sein elftes Studioalbum Hin und weg, mit den Singleauskopplungen Ich danke allen Menschen, Welt und Gute Zeiten.

## Religiöse Einflüsse
Naidoo hatte am Silvesterabend 1992 nach Eigenangaben ein persönliches Bekehrungserlebnis. Er verarbeitet religiöse Motive in seinen Liedtexten und sieht es als seine Berufung, eine christliche Botschaft zu verbreiten. Sein zweites Album Alles für den Herrn thematisiert vor allem seinen persönlichen Glauben und enthält „apokalyptische Pop-Visionen“ sowie „entspannte Reggae-Psalmen“. Naidoos Texte beziehen sich auf Inhalte des Alten Testaments, oft verbunden mit einer Naherwartung der Wiederkunft Christi oder Beschreibungen einer schon begonnenen Apokalypse. Seine Heimatstadt Mannheim identifiziert er mit dem Neuen Jerusalem.

## Kontroverse Aussagen
Einige politische Aussagen Naidoos in Interviews und Videos bis 2022 lösten Kontroversen aus. Sie wurden unter anderem als verschwörungsideologisch, rechtspopulistisch, rassistisch, antiamerikanisch, antisemitisch, homophob, demokratiefeindlich und als Aufrufe zu Gewalt und Selbstjustiz kritisiert.

### „Reichsbürger“-Thesen und Kontakte zu Rechtsextremen
Nach Angaben des Journalisten Dirk Laabs bezweifelte Naidoo 1998 in einer Livesendung die Legitimität der damaligen Bundestagswahl. 2009 stellte Naidoo in dem Song Raus aus dem Reichstag die Demokratie in Deutschland in Frage. 2011 behauptete er im ARD-Morgenmagazin, Deutschland sei „ein besetztes Land“ ohne Friedensvertrag, also „kein echtes Land“. Die USA seien hier nach wie vor die Besatzungsmacht. Er vertrat damit ein von Rechten bekanntes Opfernarrativ, wonach die Alliierten Deutschland nicht vom Nationalsozialismus befreit, sondern die US-Amerikaner es unterjocht hätten.
2010 zeigte Naidoo den damaligen Bundespräsidenten Horst Köhler und Mitglieder der Bundesregierung erfolglos wegen Hochverrat an, weil er sie für die Finanzkrise ab 2007 verantwortlich machte. Köhler, so behauptete er 2011 in einem Interview, habe als „der maßgebliche Finanzreferent … Deutschland in die Währungsunion und die EU gebracht“, aber dafür „kein Mandat des eigentlichen Souveräns, nämlich des Volkes“ gehabt.
Bei der Werbung für spätere seiner Alben verwies Naidoo auf seine Strafanzeigen und forderte „das Volk“ auf, es solle aufstehen und „Unmut äußern, Petitionen schreiben, auf die Straße gehen, übers Internet Flashmobs organisieren“. 2015 erklärte Naidoo, er habe die Anzeige direkt im Anschluss an eine Internetlektüre gestellt, wonach Köhler den Euro in Deutschland „ohne verfassungsrechtliche Legitimation“ habe einführen wollen. Zuvor habe er sich „etwas Mut angetrunken“. Die Polizei habe sein Anliegen nicht verstanden: „Die dachten, ich sei völlig hirnverbrannt.“
Bei einer der Mahnwachen für den Frieden im August 2014 in Mannheim spekulierte Naidoo, die National Security Agency (NSA) der USA überwache Menschen, „weil die Deutschen es ihr per Gesetz erlauben“. Deutschland sei „eigentlich gar kein richtiges Land“, „weil wir immer noch besetzt sind“. Mit solchen Aussagen vermengte Naidoo laut dem Journalisten Georg Diez (Der Spiegel) „Verschwörungstheorien, Demokratiefeindlichkeit, Nationalismus, Antiamerikanismus, Antikapitalismus und Friedensgeraune zu einer dunklen Suppe“. Er vertrete seit 2011 Gedanken und Codes von Rechten, die den Sieg der Alliierten über NS-Deutschland als Kriegsniederlage, nicht als Befreiung sehen, und eine fortdauernde Besetzung behaupten. Seine „Mission“ richte sich „gegen Deutschland in seiner gegenwärtigen Form und Gestalt“. Daher benutzten Reichsbürgergruppen wie reichsbund.org seine Lieder für ihre Propagandavideos, etwa den Song IZ on der Söhne Mannheims, der einen Gewaltaufruf enthalte.
Darauf reagierte Naidoo mit dem Song Die Wahrheit, den er im September 2014 in einem Musikvideo mit dem Titel Straßenunterhaltungsdienst veröffentlichte. Darin beschrieb er sich als Kämpfer, der sich wie sein Hund „mit viel größeren Hunden anlegt, aber nie ohne Grund“, weil Gott hinter ihm stehe. Als persönliche Gegner nannte er „Georg“ (Diez) und den damaligen Bundespräsidenten Joachim Gauck, der zum „Krieg animiere“. Deutschland stehe eine Invasion bevor: „Was wirst du machen, wenn die Russen hier sind und die Cheneys drüber lachen.“ Damit unterstellte er, der bis 2009 amtierende Vizepräsident der USA Dick Cheney sei noch an der Macht. Ferner griff er Bundeskanzlerin Angela Merkel unter ihrem Geburtsnamen „Frau Kasner“ an. Er selbst sei zu jung, um sich noch „Reichsbürger“ nennen zu dürfen.
Er sehe sich „am ehesten als libertären gläubigen Menschen“ gemäß der Definition von Murray Rothbard und sehe die Dinge so wie Oliver Janich in dessen Buch Die Vereinigten Staaten von Europa, das er zu lesen empfahl. Die Wahrheit sei „blutrot wie ein rotes Buch“ und ein so hohes Gut, dass man allen Mut dafür brauche. Damit stilisierte er sich laut dem Musikexpress zum Medienopfer und zugleich zum Prediger für seine Fans. Diese feierten den Song, etwa als „gelungene Reaktion auf den ganzen geschriebenen Dreck vom Spiegel und Co.“.
Am 3. Oktober 2014, dem Tag der Deutschen Einheit, trat Naidoo in Berlin bei einer Veranstaltung der Reichsbürgerbewegung auf. Dort trug er ein T-Shirt mit dem Aufdruck „Freiheit für Deutschland“ und erklärte, es müsse „Ordnung geschaffen (werden) in diesem Land“. Er erklärte, er spreche zu den „Menschen der Mahnwachen und zu den Menschen, die sich ‚Reichsbürger‘ nennen, weil es sind alles Systemkritiker so wie ich“. Er wolle auf Menschen zugehen, auch auf Reichsbürger, auch auf die NPD. Angela Merkel könne sich ihr Publikum als Bundeskanzlerin auch nicht aussuchen. Naidoos Behauptung, er betreibe „Systemkritik“, wurde als Diskreditierung des Begriffs und Deckmantel zum Verbreiten von Verschwörungstheorien kritisiert.
Bei verschiedenen Anlässen bekräftigte Naidoo seine Ansicht, dass Deutschland ein besetztes Land und der Zwei-plus-Vier-Vertrag kein gültiger Friedensvertrag sei. Auf Nachfrage der Zeitschrift Stern im März 2015 berief er sich dazu auf den Historiker Josef Foschepoth. Dieser sei „den geheimen Vereinbarungen zwischen den Amerikanern und der Bundesregierung“ nachgegangen, sie existierten wirklich: „Danach dürfen die Amerikaner uns überwachen. Deutschland ist insoweit kein souveränes Land, wir sind nicht frei.“
In einem Interview mit Oliver Janich im März 2020 berief sich Naidoo erneut auf Josef Foschepoth und erklärte, er gehe „in diesem Unrechtssystem“ nicht wählen, um sich nicht am Unrecht zu beteiligen. In einem weiteren Video vom März 2020 kündigte er ein „patriotisches Album“ an und behauptete, die historischen Nazis seien „eigentlich Linke gewesen“ und „die wahren Faschisten“ seien heute die SPD und die Partei Die Linke.
In einem Videointerview vom April 2020 behauptete Naidoo angebliche „Pläne zur Vernichtung Deutschlands“ und verwies dazu auf den Morgenthau-Plan, den Hooton-Plan und Nizer-Plan. Er bat „jeden Migrant, jeden Flüchtling“, sich diese Pläne anzusehen. Rechtsextreme unterstellen, die heutigen Bundesregierungen setzten diese Nachkriegspläne heimlich weiter um, um einen angeblichen „großen Austausch“ der deutschen Bevölkerung durchzuführen. Naidoo griff diese Deutung jener Pläne auf.
Naidoo nannte den wegen versuchten Mordes verurteilten „Reichsbürger“ Rüdiger Hoffmann einen „wahren Helden“, mit dem er intensiver zusammenarbeiten wolle. Auch mit dem vom bayerischen Verfassungsschutz als rechtsextrem eingestuften Rapper Chris Ares konnte er sich eine Zusammenarbeit vorstellen. Naidoo erklärte 2020, er habe sich von der Unterhaltungsindustrie losgesagt und sehe seine Aufgabe darin, „die Leute aufzuklären“. Er distanzierte sich gegenüber dem rechtsextremen Magazin Compact von Teilen des antifaschistischen Liedes Adriano, stellte seine Mitwirkung daran in Frage, bezweifelte, dass Rechtsextreme Adriano angegriffen hätten, und behauptete, es gebe laut Europol keine rechte Gewalt in Deutschland.

### 9/11-Thesen
Ab 2009 trat Naidoo mit Verschwörungstheorien zum 11. September 2001 hervor. So behauptete er in dem damals erschienenen Song „Goldwaagen/Goldwagen“ mit der Zeile „911, London und Madrid / jeder weiß, dass al-Qaida nur die CIA ist“: Die US-amerikanische Central Intelligence Agency habe die islamistischen Terroranschläge am 11. September 2001, die Terroranschläge am 7. Juli 2005 in London und die Madrider Zuganschläge von 2004 inszeniert. Bei der Reichsbürgerkundgebung am 3. Oktober 2014 sagte er: Wer glaube, dass Islamisten hinter den Anschlägen vom 11. September 2001 steckten, habe „den Warnschuss“ nicht gehört und „einen Schleier vor den Augen“. Als Beleg für eine US-amerikanische Besatzungsmacht verwies er auf die Ramstein Air Base, als sei diese geheim. Die Darstellung der Anschläge vom 11. September 2001 in Wissenschaft und Medien sei „unwahr“.

### Eigenbezeichnung als Rassist
Im Juni 1999 bezeichnete sich Naidoo in einem Interview mit dem Musikexpress als „Rassist, aber ohne Ansehen der Hautfarbe“. Er trete lieber für Mannheim ein, als „irgendwelchen Tieren oder Ausländern“ Gutes zu tun. Zugleich deutete er Texte an, die er bislang nicht publiziere, da sie „zu krass rübergekommen wären“. Diese Aussagen wurden damals von jenen, die Naidoo Preise verliehen und ihn als Friedensbotschafter ehrten, kaum beachtet.

### Songtext zu Ritualmorden an Kindern
2012 veröffentlichte Naidoo zusammen mit dem Rapper Kool Savas das Album Gespaltene Persönlichkeit, das als Hidden Track am Ende den Song Wo sind sie jetzt? enthält. Darin singt Naidoo: „Ich schneid euch jetzt mal die Arme und die Beine ab, und dann ficke ich euch in den Arsch, so wie ihr es mit den Kleinen macht. Ich bin nur traurig und nicht wütend, trotzdem will ich euch töten. Ihr tötet Kinder und Föten und ich zerquetsch euch die Klöten. Ihr habt einfach keine Größe und eure kleinen Schwänze nicht im Griff. Warum liebst du keine Möse, weil jeder Mensch doch aus einer ist? Wo sind unsere Helfer, unsere starken Männer, wo sind unsere Führer, wo sind sie jetzt?“ Kool Savas folgt mit den Zeilen: „Okkulte Rituale besiegeln den Pakt mit der Macht / Teil einer Loge getarnt unter Anzug und Robe / Sie schreiben ihre eigenen Gebote.“ Laut Naidoo beschreibt der Song „furchtbare Ritualmorde an Kindern, die tatsächlich ganz viel in Europa passieren, über die aber nie jemand spricht, nie jemand berichtet.“ Dies erläuterte er im September 2012 bei radio ffn.
Harald Peters (Die Welt) fasste die Textaussage polemisch so zusammen: „Schwule Kapitalisten entwickeln unter dem Eindruck der Macht eine unbändige Lust, Kinder abzuschlachten, und schließen sich zu diesem Zweck zu Geheimgesellschaften zusammen.“ Bei Naidoo gehe Homophobie mit der Sehnsucht nach einer starken männlichen Schulter einher. Das ganze Album sei mit den Schwerpunkten „Gott ist groß“ und „Ich bin der Größte“ bzw. „Wir sind die Größten“ von Selbstgerechtheit, Humorlosigkeit und mangelnder Qualitätskontrolle geprägt. Georg Diez kritisierte die zitierten Zeilen als „Mischung aus Homophobie und Heilsfantasien“ und nannte sie als Beispiel für den „Furor des Kleinbürgers“ und „Gedanken des christlichen und sonstigen Fundamentalismus“.
Die Linksjugend solid zeigte beide Musiker, ihre Plattenlabels und ihre Vertriebsfirma wegen öffentlicher Aufforderung zu Straftaten wie schwerer Körperverletzung und Totschlag sowie wegen Volksverhetzung an. Eine Sprecherin kritisierte den Liedtext als „Gewaltverherrlichung, Menschenverachtung und Homophobie“. Er setze satanistische Rituale von Kindesmissbrauch mit Pädophilie und Homosexualität gleich. Naidoo inszeniere sich als „Kämpfer für das Gute mit Heiligenschein“, stachele tatsächlich aber mit seiner „verqueren Weltsicht“ zu Gewalt und Selbstjustiz an. Die Landesarbeitsgemeinschaft queer.NRW der Linkspartei unterstützte die Anzeige: Naidoo sei ein „christlich-homophober Gewaltverherrlicher mit Führerkomplex“. Auch der Lesben- und Schwulenverband in Deutschland (LSVD) erstattete Anzeige gegen die Musiker und forderte, sie müssten den Song zurücknehmen.
Im November 2012 wiesen Naidoo und Savas die Vorwürfe auf der Projektseite für das Album zurück: Sie wollten nur auf das Thema des rituellen Kindermords aufmerksam machen und hätten nicht beabsichtigt, Homosexualität und Pädophilie gleichzusetzen oder zu Gewalt aufzurufen. Die Frage nach Helfern, starken Männern und Führern im Liedtext beziehe sich nur auf die „Verantwortlichen in Politik, Medien und bei den Ermittlungsbehörden“. Naidoo betonte: „Wenn ich in meinem Leben eines erreichen möchte, dann, dass nie wieder Kinder auf diese furchtbare Weise ums Leben kommen.“ Er sei als Kind selbst von einem Pädophilen missbraucht worden.
Die Staatsanwaltschaft Mannheim sah keinen Anfangsverdacht auf eine strafbare Handlung und eröffnete darum kein Ermittlungsverfahren gegen die Musiker.

### Judenstern-Vergleich
Im Dezember 2015 veröffentlichte der Publizist Jürgen Todenhöfer in Absprache mit Naidoo auf Facebook den Song Nie mehr Krieg der Söhne Mannheims. Darin heißt es: „Muslime tragen den neuen Judenstern, alles Terroristen, wir haben sie nicht mehr gern.“ Anlass war die bevorstehende Bundestagsentscheidung über den Bundeswehreinsatz gegen den Islamischen Staat in Syrien. Der Song, der die Ablehnung des Einsatzes ausdrückte, wurde vielfach geteilt und kontrovers diskutiert. Medien kritisierten ihn scharf: Arno Frank  bezeichnete die Zusammenarbeit von Naidoo und Todenhöfer als „heilige Allianz aus Aluminiumhut und Palästinensertuch“. Die Verbreiter des Songs verträten die „bizarre Ansicht, ein Genozid an der muslimischen Bevölkerung Europas stünde unmittelbar bevor“. Michael Hanfeld (Frankfurter Allgemeine Zeitung) warf Naidoo vor, „wirr“ zu reden. Johannes Boie (Süddeutsche Zeitung) kritisierte die Verharmlosung der Judenverfolgung während der NS-Diktatur durch den „grotesken“ Judensternvergleich. Der Konzertveranstalter Marek Lieberberg, der zuvor eine Solidaritätsaktion für Naidoo initiiert hatte, nannte den Vergleich „fragwürdig wie unzutreffend und überflüssig“, und kritisierte Naidoos Allianz mit Todenhöfer.

### Marionetten
Im April 2017 veröffentlichte Naidoo mit den Söhnen Mannheims das Lied Marionetten. Dessen Text wurde in der Presse teils als antisemitisch, rechtspopulistisch und verschwörungstheoretisch wahrgenommen. Für die FAZ ist das Lied eine „Hymne der Reichsbürgerbewegung“. Der Spiegel schrieb, man wisse jetzt, wo Naidoo stehe, „sehr tief im Wutbürger-Morast nämlich, wo Kampfbegriffe wie ‚Lügenpresse‘ und ‚Volksverräter‘ gesellschaftszersetzend vor sich hin stinken“. Die Stadt Mannheim distanzierte sich nach der Veröffentlichung des Albums von der Musikgruppe und erklärte, man erwarte eine Erklärung für „die anti-staatlichen Aussagen in den Songtexten“. Der Satiriker Jan Böhmermann veröffentlichte im Mai 2017 eine Parodie auf Text und Band.

### Videos zu Flüchtlingen und Klimawandel
In zwei Videos, die nach den Ausschreitungen in Chemnitz 2018 entstanden waren, sang Naidoo zwischen der beginnenden und schließenden Textzeile „Ihr seid verloren“ etwa „Eure Töchter, eure Kinder sollen leiden, Sollen sich mit Wölfen in der Sporthalle umkleiden/ Und ihr steht seelenruhig nebendran“ sowie „Weit und breit ist hier kein Mann, der dieses Land noch retten kann“ in Bezug auf die Flüchtlingskrise in Deutschland 2015/2016 und bezeichnete die Künstlerinitiative „Wir sind mehr“ als „peinlich“ und „deutschlandfeindlich“.
In einem weiteren Video präsentierte sich Naidoo als Klimakrisenleugner und deutete eine angebliche Verschwörung der Bewegung Fridays for Future an: Der Antichrist stecke hinter der Bewegung. Dies sei an den drei Buchstaben F ihres Kürzels erkennbar, die an sechster Stelle im Alphabet stünden und damit die Zahl Sechshundertsechsundsechzig symbolisieren würden. Zugleich bezichtigte er den Klimaforscher Hans Joachim Schellnhuber und den Astrophysiker Harald Lesch der Lüge und kündigte an, den Wahrheitsgehalt ihrer Aussagen vor Gericht prüfen zu lassen. Er erklärte zudem, er werde keines seiner Autos wegen der seiner Ansicht nach betriebenen „Klimahysterie“ verschrotten.
Zum Eklat bei Deutschland sucht den Superstar lehnte Naidoo Interviews und Medienanfragen ab. In einem Ende März 2020 bekanntgewordenen Video äußerte er sich selbst dazu. In einem Interview mit Oliver Janich sagte er, er habe den Eklat bewusst provoziert und die Reichweite als Juror bei der Talentshow genutzt, um sein kommendes „patriotisches“ Album zu bewerben. Zudem leugnete er erneut den menschengemachten Klimawandel.

### QAnon-Ideologie
Im April 2020 behauptete Naidoo in einem selbst gefilmten Video weinend, weltweit würden gerade Kinder aus den Händen von Pädophilen befreit. Er forderte dazu auf, im Internet nach Adrenochrom zu suchen. Damit griff er eine Hauptthese der QAnon-Verschwörungsideologie auf, wonach Adrenochrom eine aus den Körpern entführter und gefolterter Kinder gewonnene Verjüngungsdroge der „Hollywood-Elite“ sei. Er übernahm die These wohl von QAnongruppen auf Telegram, betonte aber, er wisse „seit mindestens 15 Jahren, was los ist“. Wie in früheren Songs sprach er hier erneut über entführte und gefolterte Kinder, diesmal, um ihnen Blut für eine Art Anti-Aging-Produkt abzuzapfen. Dann würden sie an Organhändler verkauft und für Kannibalismus getötet. Im Kontext erwähnte er Ritualmorde, eine geheimnisvolle Sekte und Satanismus. Die Adrenochrom-Legende gilt als Neuauflage der antisemitischen Ritualmordlegenden.
Naidoos Video wurde auf Telegram mit Links zu rechtsextremen Medien und QAnonparolen verknüpft, auf einem verschwörungsideologischen YouTube-Kanal zudem mit einer weiteren QAnonthese: Aktuell würden auf einem vor New York City ankernden Hospitalschiff für Coronakranke Kinder versorgt, die aus unterirdischen Anlagen befreit worden seien. Dort habe man sie als Sexsklaven gehalten. Damit trug Naidoo erheblich zur Verbreitung der QAnonideologie im deutschsprachigen Raum bei, die schon rechtsextreme Attentäter beeinflusst hatte.
Auch in weiteren Videos befasste sich Naidoo mit der angeblichen Superdroge. Im Mai 2020 übernahm er eine weitere QAnonthese: Unter Europa befinde sich ein riesiges, weitverzweigtes Tunnelnetz, das bis nach New York reiche. Dort werde eine brutale Schlacht zwischen Robotern und Klonen ausgetragen. Die Tunnel würden mit einer Menschen unbekannten Technologie gebaut. Durch seine Bekanntheit brachte Naidoo viele Menschen mit solchen Fantasien in Kontakt und ermutigte Rechtsextreme, indem er ihre Narrative und Floskeln verbreitete.
Ebenfalls im Mai 2020 vertrat Naidoo auf seinem Telegram-Kanal unter anderem die Flache-Erde-These und sprach von Aliens: Diese seien „Dämonen und Gefallene, deren Ursprung unter der Erde liegt.“ Auch gebe es keinen Weltraum.

### Leugnung der COVID-19-Pandemie
In einem Video vom 24. April 2020 bestritt Naidoo die Existenz der weltweiten COVID-19-Pandemie, forderte Beweise für die Existenz des Virus, lehnte das Tragen von Mund-Nasen-Schutz-Masken ab und kündigte an, die Regierung wegen der Schutzmaßnahmen zu verklagen.
Am 24. August 2020 rief Naidoo mit zur damals noch verbotenen Protestkundgebung in Berlin am 29. August 2020 auf. Er empfahl Teilnehmern, ihre Handys schon bei der Anfahrt auszuschalten und in Alufolie oder Blechdosen zu packen, da „von Sendemast zu Sendemast die Signale gezählt“ würden. Sonst könne „erfasst werden, wie viele Menschen in die Stadt fahren“, um entsprechende Autobahnabschnitte sperren zu lassen und so Anreisende absichtlich an der Teilnahme zu hindern. Bei den zuletzt erlaubten Protesten kam es zu Gewaltübergriffen, öffentlicher Zurschaustellung rechtsextremer Symbole und einem Versuch, das Reichstagsgebäude zu stürmen.
Nachdem Attila Hildmann im Februar 2021 während laufender Ermittlungen gegen ihn in der Türkei untergetaucht war, schrieb Naidoo auf seinem Telegram-Kanal: „Ich bin glücklich, dass er in Sicherheit ist, dass er sich wohlfühlt. Ich stehe weiterhin zu ihm“. Hildmann sei „ein blitzgescheiter Unternehmer“.
Im Mai 2021 erschienen zwei Musikvideos von Naidoo und weiteren Musikern. Das Lied Ich mach da nicht mit erschien unter dem Projektnamen Rapbellion mit einigen bis dahin eher unbekannten Rappern aus dem rechten Lager. Darin wurden Verschwörungsmythen zur COVID-19-Pandemie verbreitet und es wurde zum bewaffneten Kampf gegen einen vermeintlichen Deep State aufgerufen. Naidoo rief dort auch zur Verweigerung der Impfung gegen COVID-19 auf. Zudem zeigt das Video einen computeranimierten Bombenanschlag auf ein reales Impfzentrum in Bremen und körperliche Gewalt gegen einen fiktiven Sicherheitsmitarbeiter sowie Personen mit T-Shirts der „Coronarebellen Düsseldorf“. Diese Gruppe war am 29. August 2020 am versuchten Sturm auf den Reichstag beteiligt. Das Video wurde kurz darauf auf YouTube gesperrt, wurde aber danach über andere Kanäle wieder hochgeladen.
Am Song Heimat unter dem Projektnamen Die Konferenz beteiligten sich mehr als 15 Personen aus dem Querdenker-, Impfgegner- und Reichsbürger-Umfeld, darunter Hannes Ostendorf von der rechtsextremen Band Kategorie C, der Verschwörungsideologe Oliver Janich und der ehemalige AfD-Politiker Heinrich Fiechtner. Inhaltlich greift der Song neben dem Heimatbegriff die Themen Migration, Impfungen und Maßnahmen gegen die Covid-19-Pandemie auf. Der Song ist als eine Art Hymne auf die Heimat angelegt. Simone Meier (Watson.ch) bezeichnete ihn als „süsslich-pathetische Mobilmachung konservativer Kräfte“. Naidoo ist bei beiden Liedern als Texter und Komponist aufgeführt. Zusammen mit ihm sind auch der Rapper Umut Karakaya („Ukvali“) sowie der Verschwörungstheoretiker Sebastian Verboketan als Komponisten und Texter beteiligt.
Nach diesen beiden Veröffentlichungen mehrten sich Stimmen gegen für 2021 geplante Konzerte des Musikers, besonders gegen das am 9. Oktober in der SAP Arena von Mannheim.
2021 folgte mit Deutschland krempelt die Ärmel hoch ein Duett mit Hannes Ostendorf. Das Stück wurde auf YouTube veröffentlicht und über Telegram-Kanäle verbreitet. Im Video sind Mitglieder rechtsextremer Rocker- und Hooligan-Szenen aus Bremen, Berlin und Essen zu sehen. Zeitgleich erschien eine Mini-CD mit vier Titeln, die über die Kategorie-C-Homepage verkauft wurde. Auf einem anderen Lied der CD ist der sogenannte „Volkslehrer“ Nikolai Nerling, ein rechtsextremer Videoblogger, zu hören.
Naidoo erhielt ca. 1,1 Mio. Euro in vier Tranchen an Corona-Hilfen, die vermutlich nicht zurückgezahlt werden müssen.

### Antisemitische Aussagen
Im Oktober 2009 erschien auf Naidoos Album Alles kann besser werden der Song Raus aus dem Reichstag mit den Zeilen:

„Wie die Jungs von der Keinherzbank, die mit unserer Kohle zocken.
 Ihr wart sehr, sehr böse und steht bepisst in euren Socken.
 Baron Totschild gibt den Ton an und er scheißt auf euch Gockel.
 Der Schmock ist’n Fuchs und ihr seid nur Trottel.“

Der Ausdruck „Baron Totschild“ wurde als Angriff auf die jüdische Bankiersfamilie Rothschild verstanden.
Im März 2015 kritisierte der Journalist Roland Sieber diese Zeilen als „antisemitischen Jargon“. Er verwies darauf, dass auch Neonazis mit dem Ausdruck „Baron Totschild“ auf die Rothschild-Familie anspielen und Antisemiten Naidoos Lied in ihren Netzwerken verbreiteten, etwa auf dem Videoportal TruTube. Naidoo und andere Mahnwachenredner von 2014 unterstellten wie die frühen Nazis, dass Juden hinter dem Federal Reserve System (FED) stünden, und gäben ihnen „in verschwörungsideologischer Weise die Schuld an allen sozialen Missständen und Krieg der Welt“. Naidoo werde seit 2011 für seine These, Deutschland sei ein besetztes Land, in der Reichsbürgerszene gefeiert. Dass er deutschnationalistische und antisemitische Verschwörungsthesen vor einem Millionenpublikum verbreite, sei gefährlich. Sieber verwies auf die „Reichsbewegung – Neue Gemeinschaft von Philosophen“, die jüdischen und muslimischen Organisationen Drohbriefe gesandt und dann ein mit einem Song der Söhne Mannheims unterlegtes Propagandavideo veröffentlicht hatte. Einige Naidoo-Fans aus dem Pegida- und Reichsbürgerspektrum riefen für den 8. Mai 2015 zu einem Sturm auf den Reichstag auf, um dort eine Übergangsregierung auszurufen.
Die Amadeu Antonio Stiftung veröffentlichte Siebers Kritik auf dem Portal Netz gegen Nazis. Daraufhin beantragte Naidoo beim Landgericht Mannheim eine einstweilige Verfügung gegen Sieber und die Stiftung. Im August 2015 stimmte diese einem Vergleich zu, verpflichtete sich, die Person Xavier Naidoo nicht als Antisemiten zu bezeichnen, und entfernte Siebers Artikel von ihrem Portal. Sie hielt aber fest, dass jene Zeilen aus Naidoos Song von 2009 „als antisemitisch interpretiert werden könnten“.
Nach Naidoos Auftritt beim Bluetone-Festival im Juli 2017 in Straubing hielt eine Referentin der Stiftung dort einen Vortrag zur Reichsbürgerszene und sagte auf eine Publikumsnachfrage über Naidoo: „Ich würde ihn zu den Souveränisten zählen, mit einem Bein bei den Reichsbürgern. Er ist Antisemit, das darf ich, glaube ich, aber gar nicht so offen sagen, weil er gerne verklagt. Aber das ist strukturell nachweisbar.“ Naidoo beantragte erneut eine einstweilige Verfügung, der die Referentin widersprach. In der Hauptsacheverhandlung vor dem Landgericht Regensburg erklärte sie die „verschwörungsideologische Welterklärung“ der Reichsbürgerszene, wonach „die Geschicke der Welt in den Händen einer kleinen Gruppe Mächtiger“ lägen. Naidoo propagiere dieses Muster mit seinen Aussagen über das angeblich besetzte Deutschland und auch in seinem Lied Marionetten. Die Anspielung „Totschild“ und das jiddische Schimpfwort „Schmock“ seien bewusste Codes und Bilder, die antisemitische Klischees bedienten. Jedoch sei das ihre persönliche Meinung, denn es gebe keine allgemeingültige Definition für die Bezeichnung „Antisemit“. Naidoo sei in ihrem Vortrag eigentlich nicht Thema gewesen; sie habe nur auf Nachfrage gesagt, was sie von ihm halte.
Naidoo erwiderte, er habe nie „aktiv Menschen mit semitischer Herkunft diffamiert“ und habe viele Freunde jüdischen Glaubens. Sein Sohn trage einen hebräischen Vornamen. Auch sein Konzertveranstalter sei jüdischen Glaubens. Er selbst stehe für „Frieden und Liebe“, engagiere sich für soziale Projekte und gegen Rassismus. Mit dem Ausdruck „Totschild“ habe er konkret den Eintritt des ehemaligen Bundeskanzlers Gerhard Schröder in die Rothschild Bank kritisieren wollen. Mit der Textzeile habe er eine allgemeine Bankenkritik mit Bezug zur Bankenkrise 2008 spontan ausgedrückt. Codes und Chiffren seien ihm unbekannt. Wenn eine Bank den Rothschilds gehöre, dann könne er das auch sagen. Er habe diese Familie so ansprechen wollen, „dass sie es versteht“. Das Schimpfwort „Schmock“ habe er eher lustig gemeint und nenne auch Freunde manchmal so. Bei dem Lied Marionetten sei es ihm um Lobbyismus gegangen und um Politiker, „die sich weniger dem Volk verpflichtet fühlen, sondern denen, die ihnen einflüstern“. Dass der Vergleich mit Puppenspielern und Marionetten auch mit antisemitischen Klischees verknüpft werden könne, sei ihm bei der Abfassung des Liedes nicht bewusst gewesen.
Im Juli 2018 urteilte das Landgericht, die Referentin dürfe Naidoo nicht mehr als „Antisemit“ bezeichnen und diese Meinungsäußerung nicht wiederholen. Denn der Begriff sei in Deutschland sehr negativ besetzt und stelle „einen erheblichen Eingriff in das Persönlichkeitsrecht“ dar. Die Gründe der Beklagten hätten nicht überzeugt, dagegen habe Naidoo seine Textpassagen schlüssig erläutert. Als Sänger äußere er sich nicht immer „objektiv-nüchtern“. Er habe sich im Prozess glaubhaft „von der Verwendung antisemitischer Codewörter im Rahmen der beiden Lieder distanziert“. Eine eindeutige Festlegung auf eine bestimmte Interpretation sei wegen der Kunstfreiheit nicht möglich. Ob seine Texte antisemitisch seien oder nicht, habe das Gericht nicht zu beurteilen. Doch dass Naidoo in seiner ganzen Person ein Antisemit sei, sei nicht belegt. - Die Referentin kündigte Berufung an und betrachtete das Urteil als „ein fatales Signal für die politische Bildung“. Charlotte Knobloch, die früher den Zentralrat der Juden in Deutschland geleitet hatte, kritisierte das Urteil als unverständlich: „Hass ist keine Meinung, und die Verwendung einer decodierten Ausdrucksweise, die sich leicht als antisemitisch verstehen lässt, vergiftet unsere Sprache und unsere Gesellschaft.“ Im Oktober 2019 bestätigte das Oberlandesgericht Nürnberg das Regensburger Urteil jedoch, weil es die Pranger-Wirkung der Bezeichnung „Antisemit“ höher einstufte als das Recht auf freie Meinungsäußerung.
Ab 2020 radikalisierte sich Naidoo zunehmend. In einem weiteren in rechten Kanälen verbreiteten Video behauptete er, sein Vater habe „in jüdischen Goldminen gearbeitet“ und sei dabei auch misshandelt worden. Er selbst habe aber „niemals Judenhass entwickelt“. Nicht „die Juden“ seien „das Übel der Menschheit“, sondern „die Jesuiten“. Zudem solidarisierte sich Naidoo mit dem Koch Attila Hildmann, der seinerseits mit Verschwörungstheorien und Judenhass hervorgetreten war. Im Sommer 2021 behauptete Naidoo in einem auf seinem Telegram-Kanal geposteten Video, mit Zyklon B ließen sich keine Menschen vergasen. Daher sei der Holocaust eine „gelungene historische Fiktion“ oder ein „Märchen“. Damit vertrat und verbreitete er eine Holocaustleugnung. Ferner teilte er die antisemitischen Protokolle der Weisen von Zion in der Zusammenfassung des NS-Ideologen Alfred Rosenberg und nannte sie eins der „wichtigsten Dokumente der Menschheitsgeschichte“. Er behauptete, 1933 habe „das Weltjudentum“ Deutschland den Krieg erklärt, und leugnete damit indirekt den Holocaust. Er forderte, das Deutsche Kaiserreich inklusive seiner Kolonien wiederherzustellen. Er äußerte sich beleidigend über den Talmud und erklärte, alle hellhäutigen Juden sowie alle in Israel lebenden Juden seien Betrüger, denn das wahre heilige Land befinde sich in Südafrika und Jerusalem liege in der Kalahari. Die Bewegung Black Lives Matter sei „absolut verachtenswürdig“. Der Zentralrat der Juden in Deutschland sei ein „Zentralrat der Lügen“ ohne echte Juden: „Wenn Ihr Juden seid, bin ich ein Koreaner.“ „Lügen, Hochverrat, Bestechung und Erpressung“ seien eine „Art und Lebensweise der Juden“; er könne „den sogenannten Juden nichts mehr glauben“. Zudem verbreitete er direkt auf Juden bezogen antisemitische Verschwörungsmythen der Ritualmordlegende und Vergiftung.
Nach einer Verfassungsbeschwerde hob das Bundesverfassungsgericht (BVerfG) am 11. November 2021 die beiden vorherigen Gerichtsurteile auf und entschied de facto, dass die Referentin Naidoo als Antisemiten bezeichnen durfte, indem es deren „Prangerwirkung“ bestritt. Die Vorinstanzen hätten die Bedeutung der Meinungsfreiheit im öffentlichen Meinungskampf unzureichend berücksichtigt. Daher verwies das BVerfG die Sache zur erneuten Verhandlung und Entscheidung an das Landgericht Regensburg zurück.
Der Journalist Sebastian Leber kommentierte, Naidoo sei zweifellos Antisemit. Diese Bezeichnung sei zuvor nur verboten worden, weil er seine Ansichten 2017 noch nicht so „schamlos“ wie später geäußert habe. Das Regensburger Gericht habe nicht geahnt, „wie offen Xavier Naidoo später auf Telegram hetzen würde“. Er selbst habe inzwischen die Rechtssicherheit geschaffen, ihn Antisemit nennen zu dürfen.

### Entschuldigungsvideo
Am 19. April 2022 veröffentlichte Naidoo auf YouTube ein Video, in dem er erklärte, er habe seit dem Krieg Russlands gegen die Ukraine Angehörige seiner Frau, einer Ukrainerin, und Freunde aus der Ukraine herausholen müssen. Seither habe er über seine früheren Aussagen nachgedacht und „Irrwege“ und „viele Fehler“ der letzten Jahre erkannt. Er entschuldigte sich für seine „verstörenden Äußerungen“, mit denen er Angehörige, Fans und andere Menschen „irritiert und provoziert“ habe. Auf der Suche nach Wahrheit, die zu seinem Charakter gehöre, habe er sich „letztlich verrannt“. Er habe sich „Theorien, Sichtweisen und teilweise auch Gruppierungen“ geöffnet, von denen er sich nun „ohne Wenn und Aber“ distanziere. Er sei „von Verschwörungserzählungen geblendet“ gewesen, habe sich „manchmal vom Bezug zur Realität entfernt“ und „Dinge gesagt und getan, die ich heute bereue“. Er stehe für „Toleranz, Vielfalt und ein friedliches Miteinander. Nationalismus, Rassismus, Homophobie und Antisemitismus sind mit meinen Werten nicht vereinbar. Und ich verurteile diese aufs Schärfste.“ Er bat für einige seiner Äußerungen und Verhaltensweisen, die andere verletzt hätten, um Verzeihung.
Der Rechtsextremismusexperte Andreas Speit konnte in dem Video keine komplette Kehrtwende Naidoos erkennen. Dieser habe sich nicht erst während der COVID-19-Pandemie verrannt, sondern seine Prominenz seit 2011 genutzt, um radikale Verschwörungserzählungen in der Mitte der Gesellschaft zu verankern und bekannten Rechtsextremisten zu Akzeptanz bei einem breiten Publikum zu verhelfen. Ein Ausstieg aus der rechtsextremen Szene sei nicht mit einem Video zu leisten, da es dabei um einen lebenslangen Prozess gehe. Der Politikwissenschaftler Josef Holnburger (CeMAS) bemängelte, dass Naidoo sich „in Teilen“ von Gruppierungen distanziert habe, ohne diese klar zu benennen. Zudem stelle sich Naidoo als teilweise instrumentalisiert dar, obwohl er selbst andere instrumentalisiert habe. Der Rechtsextremismusexperte David Begrich ergänzte, es sei für Aussteiger typisch, sich als passiver „Konsument der Ideologie“ zu stilisieren. Dagegen sei Naidoo aktiver Produzent der von ihm vertretenen Thesen gewesen.
Die Schriftstellerin Jenni Zylka begrüßte, dass Naidoo sich im Video „gegen den gesammelten Quatsch“ geäußert habe, selbst wenn er weiter „heimlich heiße Tränen über unterirdische Folterlager vergießen, im Privaten rechtspopulistische und antisemitische Wordings benutzen und den Antichristen als Oberlehrer der Fridays-for-Future-Schüler:innen vermuten würde“. Sein „Image als Popstar und Mensch“ sei „dauerhaft beschädigt“. Seine wahren Motive – „‚niedere‘ wie der Wunsch nach Moneten und Erfolg oder ‚hehre‘ wie die Suche nach Erkenntnis oder die Verantwortung gegenüber der eigenen Moral“ – kenne vermutlich nur er selbst.
Sebastian Leber (Tagesspiegel) kritisierte Naidoos Vagheit: Er sage im Video nicht, wen er verletzt habe und welche Aussagen er bereue. Eine Anfrage des Tagesspiegels, ob er sich auch von bestimmten antisemitischen Aussagen distanziere und den Zentralrat der Juden um Entschuldigung gebeten habe, habe Naidoo nicht beantwortet.
Der Religionswissenschaftler Michael Blume wollte Naidoo eine Chance geben, zu zeigen, dass er seine im Video geäußerte Einsicht ernst meine. Jan Riebe (Amadeu Antonio Stiftung) meinte, nach mehr als zehnjähriger Aktivität Naidoos in „verschwörungsideologischen Kreisen“ und erst knapp achtwöchigem Ukrainekrieg könne ein glaubhafter Ausstieg nicht funktionieren. Weil Naidoo nicht benannt habe, von wem er sich distanziere, habe er „keine einzige Brücke abgerissen“ und könne „jederzeit wieder zurück“. Auch beim Vorwurf der Homophobie habe Naidoo früher immer wieder gesagt, es sei nicht so gemeint gewesen.
Dagegen nannte Attila Hildmann Naidoos Videoaussagen „Verrat“, „Dolchstoß“ und „ekelerregend“. Damit sei „ein ganz Großer eingeknickt“. Der Sänger Michael Wendler fand, Naidoo schockiere die „Freiheitsbewegung“, denn die „Wahrheit“ sei „nicht verhandelbar“.

## Anklagen wegen mutmaßlicher Volksverhetzung
Nach mehreren Strafanzeigen gegen Naidoo erhob die Staatsanwaltschaft Mannheim im Juli 2023 Anklage gegen ihn wegen Volksverhetzung in vier Fällen: Er habe zwischen Anfang Dezember 2020 bis Ende April 2021 über einen Telegramkanal antisemitische und den Holocaust leugnende Inhalte veröffentlicht, nämlich als Texte, mit einer eigenen Audiobotschaft sowie Verlinkung einer fremden Audiobotschaft und eines Videos. Zudem habe er eine zur Amadeu-Antonio-Stiftung gehörende Person beleidigt und in diesem Zusammenhang antisemitische Textinhalte veröffentlicht. Im Juni 2025 ergänzte die Staatsanwaltschaft weitere Vorwürfe: Naidoo habe im März 2021 über einen Telegramkanal den Holocaust leugnende und antisemitische Inhalte veröffentlicht, indem er ein Video und eine mit einem Text versehene Bilddatei verlinkt habe. Naidoos Anwälte wiesen die Vorwürfe als unzutreffend zurück und verwiesen auf seine öffentliche Distanzierung von jeglicher Diskriminierung.
Im Januar 2025 trat Naidoo während des laufenden Verfahrens auf dem Album Letzte Worte des Musikers Moses Pelham als Gastsänger auf. Dies kritisierte der Beauftragte zur Bekämpfung des Antisemitismus im Land Brandenburg Andreas Büttner als „ein gefährliches Signal: Antisemitismus hat offenbar keine langfristigen Konsequenzen – ein katastrophales Beispiel für unsere Gesellschaft“. Sigmount Königsberg, Antisemitismusbeauftragter der Jüdischen Gemeinde zu Berlin, forderte von Naidoo, zumindest sein Verbreiten der antisemitischen Protokolle der Weisen von Zion zu erklären und sich persönlich bei denen zu entschuldigen, die er angegriffen habe.

## Rezeption

### Auszeichnungen

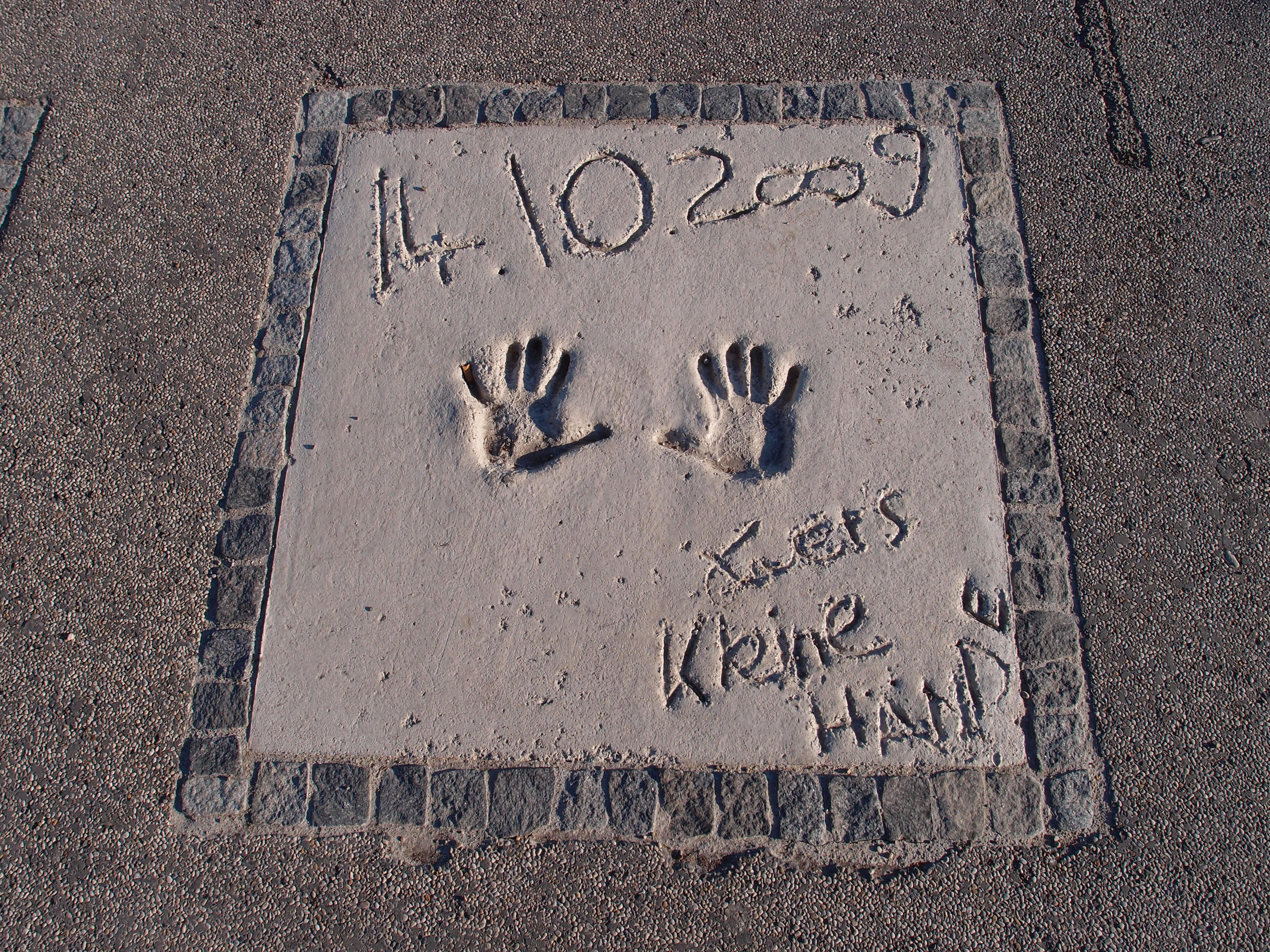
Handabdrücke auf dem Munich Olympic Walk of Stars

- 1 Live Krone 2006 als „Bester Künstler“
- Bambi 2015: für „Musik National“ (Sing meinen Song – Das Tauschkonzert)
- Bravo Otto in der Kategorie „Sänger“, 2005 in „Bronze“, 2006 in „Silber“
- Comet 1999 und 2002 als „Act National“;[105]
- Deutscher Fernsehpreis 2012 für „Beste Unterhaltung Show“ (The Voice of Germany); 2014 für „Beste Unterhaltung Show“ (Sing meinen Song – Das Tauschkonzert)

Den ECHO Pop erhielt Naidoo sechsmal:
- 1999: „Newcomer National“[106]
- 2000: „Künstler National“[107]
- 2004: „Single International“ für Ich kenne nichts (das so schön ist wie du) mit RZA[108]
- 2006 und 2010 als „Künstler National“[107]
- 2015 als „Partner des Jahres“ (Sing meinen Song – Das Tauschkonzert)
- Fred-Jay-Preis 2003 für den Erfolg mit „deutschen Liedtexten“
- Goldene Kamera 2006 für „Pop National“; 2012 für „Beste Unterhaltung“ (The Voice of Germany)
- Goldene Stimmgabel 2002 für die Anzahl verkaufter Tonträger von Oktober 2001 bis Juni 2002; 2006 für die Anzahl verkaufter Tonträger von Oktober 2005 bis Juni 2006
- Hiphop.de Awards 2011 für „Bester Gesangs-Soloact national“[109]; 2015 für „Bestes Video national“ (Fata Morgana; mit KC Rebell)[110]
- MTV Europe Music Awards 1999 und 2002 als „Best German Act“
- Schiller-Plakette der Stadt Mannheim 2004

Negativpreise
Im November 2014 gewann Naidoo den ironischen Negativpreis Das Goldene Brett. In der Begründung wurde auf seine Nähe zur Reichsbürgerbewegung verwiesen. Damit werde er „zur Einstiegsdroge in ein ganzes Geflecht an abstrusen Verschwörungstheorien.“ Er erhielt den Preis für rechte Verschwörungsparanoia.
2015 erhielt er den Negativpreis Goldener Aluhut für Rechtsesoterik und Reichsbürger-Ideologie.

### Mediale Bewertungen
Nach Einschätzung der ZDF-History-Folge Deutschland, deine Popmusik (2012) steht Naidoo für „Nächstenliebe, Toleranz und Integration – das ist die zentrale Botschaft des Soulsängers, dessen Vater aus Sri Lanka stammt.“ Auch die VOX-Dokumentation Die Xavier-Naidoo-Story 2016 attestierte Naidoo, er habe sich „mehrfach […] für den Frieden und gegen die Spaltung der Gesellschaft eingesetzt“. Kontroversen um seine Äußerungen und Handlungen wurden im Film nicht thematisiert. Stefan Niggemeier sah den Grund dafür in Senderinteressen an der weiteren Vermarktbarkeit Naidoos, die durch eine realistische Darstellung seiner Positionen beeinträchtigt wäre. Der für die VOX-Sendung inhaltlich verantwortliche Dokumentarfilmer Harold Woetzel bezog daraufhin in einem ausführlichen Beitrag auf kress.de zur Kritik Niggemeiers Stellung und sprach in diesem Zusammenhang von einer „völlig irre gewordenen medialen Hasskampagne und eines offensichtlichen Gesinnungsjournalismus gegen einen dunkelhäutigen Mannheimer Sänger“, was auch Musikerkollegen und prominente Freunde beklagt hätten.
Naidoo wurde im November 2012 von Marcus Staiger, dem einstigen Plattenchef von Royal Bunker und ehemaligen Chefredakteur von Rap.de, als „christlicher Fundamentalist“ bezeichnet. Das gesamte Werk von Naidoo durchziehe die Huldigung „einer gewissen Highlander-Romantik, [eines] völkischen Heroismus, in dem unentwegt einer aufsteht, einer sich erhebt, eine messianische Lichtgestalt, der Eine, der von der Vorsehung Auserwählte, der die Massen mitreißt und in die Schlacht führt und am Ende das Dunkle vernichtet“. Ebenfalls im November 2012 warf Thomas Steiner Naidoo in einem Leitartikel der Badischen Zeitung vor, „krude Verschwörungstheorien zu verbreiten“ sei „keine Aufklärung, sondern Verdummung“, und „primitive Ressentiments gegen gewählte Repräsentanten zu schüren“ sei „keine Provokation, sondern Verachtung“.
Der Rapper Alligatoah parodierte in dem Ende 2015 veröffentlichten Lied Denk an die Kinder Naidoos Einsatz für Tatort Internet. Das Lied erschien auf dem Album Musik ist keine Lösung. Im zugehörigen Musikvideo wird er neben anderen Prominenten in der Rolle eines Charity-Sängers durch den Rapper imitiert.

### Absage der Teilnahme am Eurovision Song Contest
Am 19. November 2015 gab der Norddeutsche Rundfunk bekannt, dass Naidoo Deutschland beim Eurovision Song Contest vertreten solle. Die Zuschauer hätten dabei am 18. Februar 2016 – ähnlich wie 2011 bei Lena Meyer-Landrut – über den Beitrag abstimmen dürfen. Die Entscheidung wurde im Hinblick auf Naidoos politische Aussagen teilweise heftig kritisiert, unter anderem in Süddeutscher Zeitung, Zeit, Spiegel und in den sozialen Netzwerken. Auch 40 festangestellte Redakteure des NDR aus dem Bereich Zeitgeschehen, Kultur und Dokumentation kritisierten die Entscheidung in einem Brief. Am 21. November wurde bekanntgegeben, dass Naidoo doch nicht beim ESC antreten werde. Diese Entscheidung löste eine erneute Welle der Kritik aus. Befreundete Prominente wie der Schauspieler Til Schweiger verteidigten Xavier Naidoo gegen die ihrer Meinung nach ungerechtfertigten Anwürfe. Der Konzertveranstalter Marek Lieberberg schaltete am darauffolgenden Samstag eine Solidaritätsanzeige für Naidoo in der FAZ, die von 121 Menschen und Gruppen unterschrieben wurde, darunter prominenten Künstlern wie Mario Adorf, Til Schweiger, Jan Josef Liefers, Jan Delay und Andreas Gabalier.

### Ausschluss aus der DSDS-Jury
Nachdem Naidoos Videoausschnitte zu Flüchtlingen in sozialen Netzwerken aufgetaucht waren, trennte sich der Fernsehsender RTL am 11. März 2020 zunächst vorübergehend von ihm als Juror von Deutschland sucht den Superstar. In einer Pressemitteilung des Senders hieß es unter anderem: „Nach den umstrittenen Äußerungen von Xavier Naidoo in einem selbst gedrehten Video, das heute in den sozialen Netzwerken geteilt wurde, hat sich RTL entschlossen, den Sänger aus der Jury von ,Deutschland sucht den Superstar‘ auszuschließen.“ Ihm wird aufgrund der Aussagen in den umstrittenen Videos „nicht zum ersten Mal Fremdenhass und Rassismus vorgeworfen“. Am Folgetag schloss der Sender eine Rückkehr Naidoos aus. In einer Stellungnahme des Geschäftsführers Jörg Graf hieß es: „Unsere Bitte, seine Äußerungen im Dialog und live bei RTL persönlich und öffentlich zu diskutieren und zu erklären, hat er bislang unbeantwortet gelassen. Gerade diese Diskussion fänden wir wichtig, da für uns die Aussagen im Video und seine Kommentierung danach überhaupt nicht zusammenpassen.“ Das britische Unternehmen Human Blood hat in diesem Zusammenhang Strafanzeige gegen Naidoo aufgrund des Verdachts der Volksverhetzung nach § 130 StGB gestellt.

### Distanzierungen anderer Künstler
Während Naidoo von Jürgen Elsässers verschwörungsideologischem Magazin Compact Zustimmung erhielt („einer der wenigen Helden“) und Rechtsextreme diese Textzeilen Naidoos in den sozialen Medien positiv aufnahmen, begrüßte Florian Reiter im Focus die Entscheidung von RTL, kritisierte jedoch den Sender dafür, zu spät reagiert zu haben, denn Naidoos „Nähe zu […] Reichsbürgertum […] [und] Verschwörungstheorien“ sei „zuvor schon längst bekannt“ gewesen. Auch befreundete Künstler und Kollegen hätten „jahrelang zu Naidoos wirren Umtrieben“ geschwiegen oder diese unterstützt. Die Journalistin Dunja Hayali zitierte auf Twitter Zeilen des Anti-Rassismus-Songs „Letzte Warnung“, an dem Naidoo rund 20 Jahre zuvor mitgewirkt hatte, und schrieb dazu: „Lang ist’s her.“ Dominik Göttker (Funke Mediengruppe) schrieb, es seien „Spaltung und Hass“, die Naidoo vorantreibe; er habe sich „disqualifiziert. Menschlich und beruflich.“ Auch der Rapper Smudo von den Fantastischen Vier unterstützte die RTL-Maßnahme und sagte, wenn jemand „so beratungsresistent und unreflektiert die üblichen Verschwörungstheorien“ bewerbe, mache er „rechtsextreme Aussagen auch in der Mitte der Bevölkerung populär“. Die Band Söhne Mannheims distanzierte sich auf Facebook von Naidoo und schrieb, er und die Band gingen „seit einiger Zeit getrennte Wege“.
Verschiedene Freunde und Weggefährten distanzierten sich angesichts seiner Videos und Thesen von Naidoo. So gab Chefket bekannt, in Zukunft keine weitere Musik mehr mit ihm machen zu wollen, während Megaloh ankündigte, den Künstler aus alten gemeinsamen Liedern zu entfernen. Der Rapper Credibil löschte den gemeinsamen Track Wackelkontakt und veröffentlichte eine neue Version ohne Naidoo. Auch das geplante gemeinsame Album Gespaltene Persönlichkeit 2 mit Kool Savas liegt nach Aussage von diesem seit dem Skandal um Xavier Naidoo nun vorerst auf Eis. Für Kool Savas sei dies eine „schwierige und total emotionale Sache“, auch wenn er das Gespräch mit Xavier Naidoo suche, „damit er versteht, was seine Worte für eine Wirkung haben“.

### Auftritts- und Sendungsabsagen
Ab April 2017 kündigte Radio Bremen wegen der zunehmenden Kritik an Naidoos Liedtexten an, Konzerte von ihm und seiner Band in Zukunft nicht mehr zu senden. Sky 1 hingegen hielt an der Sendung Xaviers Wunschkonzert Live mit ihm fest.
Wegen Naidoos Aussagen wurde sein Konzert im August 2020 in Hof von der Stadtverwaltung abgesagt. So erklärte die Oberbürgermeisterin Eva Döhla: „Die Aussagen des Künstlers auch außerhalb seines künstlerischen Engagements sind umstritten und haben aus meiner Sicht an Deutlichkeit gewonnen“. Von Seiten der Veranstalter gab es Verständnis für diese Entscheidung, die daher nicht juristisch angefochten wurde. Auch in anderen Städten wurden Konzerte von Naidoo abgesagt.

## Diskografie
Studioalben

| Jahr | Titel Musiklabel                                       | Höchstplatzierung, Gesamtwochen, AuszeichnungChartplatzierungen (Jahr, Titel, Musiklabel, Platzierungen, Wochen, Auszeichnungen, Anmerkungen) | Höchstplatzierung, Gesamtwochen, AuszeichnungChartplatzierungen (Jahr, Titel, Musiklabel, Platzierungen, Wochen, Auszeichnungen, Anmerkungen) | Höchstplatzierung, Gesamtwochen, AuszeichnungChartplatzierungen (Jahr, Titel, Musiklabel, Platzierungen, Wochen, Auszeichnungen, Anmerkungen) | Anmerkungen                                                               |
| Jahr | Titel Musiklabel                                       | DE | AT | CH | Anmerkungen                                                               |
| ---- | ------------------------------------------------------ | --- | --- | --- | ------------------------------------------------------------------------- |
| 1994 | Seeing Is Believing DUR Music/Megaphon Music           | — | — | — | Erstveröffentlichung: 27. September 1994 (USA) Neuauflage: Mai 2003 (DEU) |
| 1998 | Nicht von dieser Welt 3p                               | DE1 ×2Doppelplatin · (101 Wo.)DE | AT5 Platin · (37 Wo.)AT | CH12 Platin · (60 Wo.)CH | Erstveröffentlichung: 30. Mai 1998 Verkäufe: + 1.100.000                  |
| 2002 | Zwischenspiel – Alles für den Herrn Naidoo Records     | DE1 ×2Doppelplatin · (86 Wo.)DE | AT1 Platin · (92 Wo.)AT | CH3 ×2Doppelplatin · (56 Wo.)CH | Erstveröffentlichung: 25. März 2002 Verkäufe: + 800.000                   |
| 2005 | Telegramm für X Naidoo Records                         | DE1 ×4Vierfachplatin · (77 Wo.)DE | AT1 (60 Wo.)AT | CH1 ×3Dreifachgold · (63 Wo.)CH | Erstveröffentlichung: 25. November 2005 Verkäufe: + 860.000               |
| 2009 | Alles kann besser werden Naidoo Records                | DE1 ×2Doppelplatin · (103 Wo.)DE | AT3 (31 Wo.)AT | CH2 Gold · (42 Wo.)CH | Erstveröffentlichung: 9. Oktober 2009 Verkäufe: + 415.000                 |
| 2013 | Mordsmusik Naidoo Records                              | DE62 (1 Wo.)DE | AT44 (2 Wo.)AT | — | Erstveröffentlichung: 8. März 2013 als Der Xer                            |
| 2013 | Bei meiner Seele Naidoo Records                        | DE1 Platin · (36 Wo.)DE | AT1 Gold · (27 Wo.)AT | CH3 (21 Wo.)CH | Erstveröffentlichung: 31. Mai 2013 Verkäufe: + 207.500                    |
| 2014 | Tanzmusik (Xavier lebt hier nicht mehr) Naidoo Records | — | — | — | Erstveröffentlichung: 12. Dezember 2014 als Der Xer                       |
| 2016 | Nicht von dieser Welt 2 Naidoo Records                 | DE1 Gold · (24 Wo.)DE | AT1 (15 Wo.)AT | CH1 (19 Wo.)CH | Erstveröffentlichung: 1. April 2016 Verkäufe: + 100.000                   |
| 2017 | Für dich. Naidoo Records                               | DE3 (10 Wo.)DE | AT6 (5 Wo.)AT | CH5 (12 Wo.)CH | Erstveröffentlichung: 24. November 2017                                   |
| 2019 | Hin und weg Naidoo Records                             | DE3 (11 Wo.)DE | AT8 (5 Wo.)AT | CH4 (10 Wo.)CH | Erstveröffentlichung: 19. Juli 2019                                       |

## Filmografie
Kinofilme
- 2001: Auf Herz und Nieren
- 2002: City of God (Synchronsprecher)

Hörbücher
- 2012: Offenbarung 23 – Die Wahrheit ist unsterblich (Sprecher + Rolle)

Fernsehfilme
- 2000: Tatort – Die kleine Zeugin

Fernsehserien
- 2011: Sesamstraße präsentiert: Ernie & Bert Songs, KiKA

Fernsehshows
- 2010: Unser Star für Oslo (Jurymitglied)
- 2011–2012: The Voice of Germany (Jurymitglied)
- 2014–2016: Sing meinen Song – Das Tauschkonzert (Gastgeber)
- 2017: Xaviers Wunschkonzert Live (Gastgeber)
- 2017: Echoverleihung 2017 (Moderator)
- 2019 und 2020: Deutschland sucht den Superstar (Jurymitglied)

Dokumentationen
- 2006: Mannheimer Schule – Wie Popmusik wirklich entsteht: Version 1.0
- 2007: Yes, I am!
- 2013: Traumwärts – Wohin führt Dein Weg (Sprecher)
- 2013: Deutschland Deine Künstler: Xavier Naidoo (ARD, 45 Minuten)
- 2015: Xavier Naidoo: Dieser Weg (SWR, 90 Minuten)
- 2015: Bei meiner Seele – 20 Jahre Xavier Naidoo (VOX, 211 Minuten)
- 2020: Absolut Xavier Naidoo (RTL)

## Musicals
- 1995 Human Pacific von Richard Geppert
- 1998 People von Richard Geppert

## Publikationen
- 2005: Sing deine Hits (Songtexte)
- 2007: X. Naidoo Das Beste Für Piano (Notenbuch)
- 2012: XAVAS Album (Notenbuch)